# Ангеловський Олексій Ігорович
Олексі́й І́горович Ангело́вський — старший лейтенант Збройних сил України, учасник російсько-української війни.

## З життєпису
Літом 2014-го проходив перепідготовку в навчальному центрі «Десна», командир танкового взводу.

## Нагороди
За особисту мужність, сумлінне та бездоганне служіння Українському народові, зразкове виконання військового обов'язку відзначений — нагороджений
- 10 жовтня 2015 року — орденом Богдана Хмельницького III ступеня.